# زوبینا
زوبینا (به ایتالیایی: Zubiena) یک کومونه در ایتالیا است که در استان بیه‌لا واقع شده‌است.

## خصوصیات
زوبینا ۱۲٫۶ کیلومترمربع مساحت و ۱٬۲۵۷ نفر جمعیت دارد و ۴۲۹ متر بالاتر از سطح دریا واقع شده‌است.